# 8. banijska brigada (NOVJ)
Za druge 8. brigade glejte 8. brigada.
8. banijska brigada je bila brigada v sestavi Narodnoosvobodilne vojske in partizanskih odredov Jugoslavije in ki je delovala med drugo svetovno vojno na področju Kraljevine Jugoslavije.

## Zgodovina
Brigada je bila ustanovljena 7. septembra 1942, pri čemer je imela 3 bataljone s skupno močjo okoli 1000 borcev.

## Organizacija
- štab
- 3x bataljon